# اتحاد بنين المستقبل
اتحاد بنين المستقبل (بالفرنسية: Union pour le Bénin du futur)‏ هو تحالف انتخابي في بنين. في الانتخابات التشريعية التي أجريت في 30 مارس 2003، كان الحزب عضوًا في الحركة الرئاسية، تحالف أنصار ماتيو كيريكو، الذي فاز في الانتخابات الرئاسية لعام 2001، وفاز بـ 31 مقعدًا من أصل 83 مقعدًا. أهم الأحزاب الأعضاء هي جبهة العمل من أجل التجديد والتنمية والحزب الاشتراكي الديمقراطي.